# Мейчик, Александра Давыдовна
Алекса́ндра Давы́довна Ме́йчик (род. 1875, Минск — Санкт-Петербург, Российская империя — ум. 8 августа 1934, Нью-Йорк, США) — русская и американская артистка оперы (контральто и меццо-сопрано), камерная певица и педагог.

## Биография
Родилась в еврейской семье. Отец — известный минский присяжный поверенный и историк Давид Маркович Мейчик. Муж — Григорий Яковлевич Полонский (умер в 1933 году), двоюродный брат — российский пианист, педагог, музыковед Марк Наумович Мейчик.
В 1895—98 обучалась пению в Петербургской консерватории в классе К. Ферни-Джиральдони, позднее совершенствовалась в Италии. Дебютировала в Тифлисе (1899), затем пела в Казани (1900—01, 1905), Саратове, Вильно (в составе итальянской оперы), Ростове-на-Дону (1902), Омске (1902—03), Иркутске, Томске, Харькове, Астрахани и ряде других городов. С 1907 гастролировала в Италии.
В 1908 дебютировала в театре «Ла Скала», где пела несколько сезонов, в 1909 — в театре «Сан-Карлуш» (Лиссабон), в 1909 — дебютировала в «Метрополитен-опера» (Нью-Йорк) с оперой «Джоконда» (в роли Слепой, матери Джоконды), В 1910 году на сцене «Метрополитен-опера» выступала в вагнеровском репертуаре, а также исполняла партию Графини («Пиковая дама») на немецком языке. Обладала ровным, гибким, мощным голосом густого тембра и широкого диапазона, драматическим темпераментом. Репертуар включал свыше 50 партий.
С 1914 г. занималась концертной деятельностью в Европе (Берлин, Барселона, Неаполь). Вернувшись в Петербург, пела в Мариинском театре. 13 апреля 1917 года принимала участие в концерте-митинге в Михайловском театре, чистый сбор которого поступил в распоряжение ЦК Всеобщего еврейского союза (Бунда). В 1919 году принимала участие в тематических камерных вечерах в Малом зале Петроградской консерватории. С 1918 по 1921 активно выступал с гастролями в городах России, работала в театре «Гротеск» и Петроградском оперном театре.
С 1922 г. жила в Нью-Йорке. Выступала в Карнеги-холле. Помимо выступлений зарабатывала на жизнь преподаванием в собственной студии. Записывалась на пластинках «Фонотипия» (Fonotipia) — Милан, 1908—1909, и «Брансвик» (Brunswick), около 1926, США.
В музее Метрополитен-опера Александре Мейчик посвящен отдельный раздел.

## Репертуар
- «Хованщина» М. П. Мусоргский — Марфа
- «Орфей и Эвридика» К. В. Глюк — Орфей
- «Кармен» Ж. Бизе — Кармен
- «Евгений Онегин» П. И. Чайковский — Ольга
- «Снегурочка» Н. А. Римский-Корсаков — Лель
- «Царская невеста» Н. А. Римский-Корсаков — Любаша
- «Руслан и Людмила» М. И. Глинка — Ратмир
- «Аида» Джузеппе Верди — Амнерис

## Творчество

### Дискография
- Анна Мейчик (Александра Давыдовна Мейчик), акк. оркестр. Романс Слепой «Voce di donna» (Опера «Джоконда», акт 1) (Амилькаре Понкиелли, слова Тобиа Горрио (Арриго Бойто)). 22-10-1908. Милан (Италия)
- Анна Мейчик (Александра Давыдовна Мейчик), акк. оркестр. Цыганская песня Азучены «Stride la vampa» (Опера «Трубадур», акт 2) (Джузеппе Верди, слова Сальваторе Каммарано, Эммануэль Бардаре, по мотивам: Антонио Гарсиа Гутьеррес: Драма «Трубадур»)
- Anna Meitschik. Brunswick matrix E24703-E24704. Largo / Anna Meitschik «Brunswick matrix E24703-E24704. Discography of American Historical Recordings. UC Santa Barbara Library, 2021.
- Anna Meitschik. Brunswick matrix E24705-E24706. Aufenthalt / Anna Meitschik.» Discography of American Historical Recordings. UC Santa Barbara Library, 2021.
- Anna Meitschik. Brunswick matrix E24707-E24708. Piesn lljinischni / Anna Meitschik." Discography of American Historical Recordings. UC Santa Barbara Library, 2021.
- Anna Meitschik. Brunswick matrix E24709-E24710. Stenka Rasin / Anna Meitschik." Discography of American Historical Recordings. UC Santa Barbara Library, 2021.